# Blechnum confluens
Blechnum confluens là một loài dương xỉ trong họ Blechnaceae. Loài này được Schltdl. & Cham. mô tả khoa học đầu tiên năm 1830.